# 2021-es magyar birkózóbajnokság
A 2021-es magyar birkózóbajnokság a száztizennegyedik magyar bajnokság volt. A férfi kötöttfogású és szabadfogású, valamint a női szabadfogású bajnokságot is augusztus 28-án rendezték meg Budapesten, a Kozma István Magyar Birkózóakadémián.

## Eredmények

### Férfi kötöttfogás
| Versenyszám | Arany                            | Arany | Ezüst                         | Ezüst | Bronz                                                          | Bronz |
| ----------- | -------------------------------- | ----- | ----------------------------- | ----- | -------------------------------------------------------------- | ----- |
| 55 kg       | Németh Milán Ceglédi VSE         |       | Háhn Csaba Dél-Zselic SE      |       | Tóth Róbert BVSC-Zugló                                         |       |
| 60 kg       | Andrási József Bp. Honvéd        |       | Kovács Gábor Bp. Honvéd       |       | Petrović Dejan Sziget SC                                       |       |
| 63 kg       | Kecskeméti Krisztián Ceglédi VSE |       | Kovács Bence Bp. Honvéd       |       | Bábinec Maxim Bp. Honvéd                                       |       |
| 67 kg       | Krasznai Máté Csepeli BC         |       | Torba Erik Bp. Honvéd         |       | Vitek Amadeusz János Bp. HonvédKovács Ádám Zsolt Dévaványai SE |       |
| 72 kg       | Kajtán Olivér BVSC-Zugló         |       | Zurai Rajmund Diósgyőri VTK   |       | Szakolczi Zoltán Vasas SCTóth Martin Bp. Honvéd                |       |
| 77 kg       | Lévai Tamás Bp. Honvéd           |       | Klányi Krisztofer Dorogi NC   |       | Rein Miklós Sándor Kertvárosi SEFritsch Róbert Csepeli BC      |       |
| 82 kg       | Szabó László Újpesti TE          |       | Kismóni Móric Ferencvárosi TC |       | Mezei Dominik András Dorogi NC                                 |       |
| 87 kg       | Takács István Bp. Honvéd         |       | Losonczi Dávid Erzsébeti SMTK |       | Szilvássy Erik Csepeli BC                                      |       |
| 97 kg       | Érsek Róbert Bp. Honvéd          |       | Fulai Bence Niké SE           |       | Dajka Zsolt Csepeli BC                                         |       |
| 130 kg      | Varga Ádám Újpesti TE            |       | Végh Artúr Érdi Spartacus     |       | Vitek Dárius Attila Bp. Honvéd                                 |       |

### Férfi szabadfogás
| Versenyszám | Arany                               | Arany | Ezüst                        | Ezüst | Bronz                                            | Bronz |
| ----------- | ----------------------------------- | ----- | ---------------------------- | ----- | ------------------------------------------------ | ----- |
| 57 kg       | Kiss Károly Dunaújvárosi KSE        |       | Kovács Buda Dél-Zselic SE    |       | Toll Attila Orosházi BE                          |       |
| 61 kg       | Rácz Richárd Orosházi Spartacus     |       | Németh Márton Vasas SC       |       | Kiss Benedek Szegedi VSE                         |       |
| 65 kg       | Gamzatgadzsi Halidov Erzsébeti SMTK |       | Budai-Kovács Marcell Csepp-L |       | Egyed Balázs Vasas SC                            |       |
| 70 kg       | Antal Dániel Újpesti TE             |       | Molnár József Pécsi EAC      |       | Nagy Zsombor Csepp-LGulyás Botond Pécsi EAC      |       |
| 74 kg       | Kuramagomedov Murad Tatabányai SC   |       | Lukács Norbert Csepeli BC    |       | Nemes Bálint Haladás VSE                         |       |
| 79 kg       | Vida Csaba Kecskeméti TE            |       | Lukács Botond Csepeli BC     |       | Lévai Alex Kertvárosi SE                         |       |
| 86 kg       | Hencz Joel Vasas SC                 |       | Ligeti Richárd Haladás VSE   |       | Veszeli Dániel Kristóf Csepp-L                   |       |
| 92 kg       | Szabó Noé Vasas SC                  |       | Angyal Krisztián Csepeli BC  |       | Tomin Márton Sziget SC                           |       |
| 97 kg       | Seregélyi Georg Gabriel Csepeli BC  |       | Fodor Tamás Vasas SC         |       | Végh Richárd Érdi Spartacus                      |       |
| 125 kg      | Ligeti Dániel Haladás VSE           |       | Tóth Rafael Sziget SC        |       | Nagy Mihály Sziget SCDobozi Ádám Lajos Pécsi EAC |       |

### Női szabadfogás
| Versenyszám | Arany                          | Arany | Ezüst                          | Ezüst | Bronz                                         | Bronz |
| ----------- | ------------------------------ | ----- | ------------------------------ | ----- | --------------------------------------------- | ----- |
| 50 kg       | Réczi Bianka Tatabányai SC     |       | Gaál Henrietta Vasas SC        |       | Beringer Fatime Sziget SC                     |       |
| 53 kg       | Dénes Mercédesz Érdi Spartacus |       | Szekér Szimonetta Bp. Honvéd   |       | Kocsis Boglárka Győri AC                      |       |
| 55 kg       | Szenttamási Róza Csepp-L       |       | Iváncsics Babita Tököli BSE    |       | Lemák Diána Érdi Spartacus                    |       |
| 57 kg       | Dollák Tamara Újpesti TE       |       | Béres Adrien Bp. Honvéd        |       | Karancsi Viktória Dunakeszi VSE               |       |
| 59 kg       | Galambos Ramóna Újpesti TE     |       | Bognár Erika Bp. Honvéd        |       | Jenei Noémi Orosházi BE                       |       |
| 62 kg       | Szél Anna Orosházi Spartacus   |       | Fábián Anna Tököli BSE         |       | Makó Johanna Bp. Honvéd                       |       |
| 65 kg       | Szabados Noémi Ferencvárosi TC |       | Szabó Nikolett Ferencvárosi TC |       | Fábián Orsolya Dunaharaszti MTK               |       |
| 68 kg       | Felhő Viktória Kiskunhalasi BC |       | Németh Anna Bp. Honvéd         |       | Teleki Blanka Magyar Testnevelési Egyetem SE  |       |
| 72 kg       | Elekes Tünde Emese Vasas SC    |       | Virág Zsófia Soltvadkerti TE   |       | Kántor Katalin Magyar Testnevelési Egyetem SE |       |
| 76 kg       | Németh Zsanett Újpesti TE      |       | –                              |       | –                                             |       |